# Пингри, Дэвид
Дэ́вид Э́двин Пи́нгри (англ. David Edwin Pingree; 2 января 1933, Нью-Хейвен, Коннектикут – 11 ноября 2005, Провиденс) — американский историк математики и санскритолог, специалист по ближневосточной, греческой и латинской культуре. Доктор.
Профессор и заведующий кафедрой истории математики и антиковедения в Брауновском университете. Член Американского философского общества (1975).
Автор монографий и статей по истории астрономии и математики.

## Биография
Отец, Дэниэл Пингри, работал на экономическом факультете в Йелльском университете. У Дэвида были два брата и младшая сестра.
С детства был слеп на один глаз, а вторым видел плохо. Спортом в школе не занимался, но много читал. Помимо освоения школьной программы, в которой было изучение греческого и латинского языков, занимался дополнительно, в частности, самостоятельно изучал санскрит.
Окончил академию Филлипса, а затем — Гарвардский университет, где прошёл курс классической литературы и санскрита, получив в 1960 году учёную степень Ph.D., защитив диссертацию по теме «Материалы для изучения распространения греческой астрологии в Индию» (англ. Materials for the Study of the Transmission of Greek Astrology to India).
С 1963 года работал ассистент-профессором в чикагском Институте Востока, в 1964-65 годах в Американском университете в Бейруте. В 1971 году начал изучать историю астрономии в Брауновском университете, который стал основным местом работы до конца жизни Пингри. Был научным сотрудником Института перспективных исследований.
Умер 11 ноября 2005 года от осложнений, вызванных диабетом.

## Семья
В 1963 году женился на Изабелле Санкирико (англ. Isabelle Sanchirico), с которой прожил всю жизнь. В октябре 1965 у пары родилась дочь Аманда (англ. Amanda).

## Научная деятельность
На гранты по программам Фулбрайта и Форда, работал с греческими манускриптами в Ватиканской библиотеке (1954-55) и в Индии (1957-58), «заложив основу для своей последующей исследовательской работы». В 1981 году Дэвид получил престижную стипендию Макартура.
Пингри перевёл, прокомментировал и отредактировал издания различных древних астрономических и астрологических текстов, переведённых на английский с греческого, латинского, арабского языков и санскрита, в частности, индийский текст «Яванаджатака» («Yavanajataka», 1978) и средневековый «Пикатрикс» («Picatrix: The Latin version of the Ghāyat Al-Ḥakim. Text, introduction, appendices, indices», 1986). При этом считал, что частью обязательных навыков для западных учёных должно быть владение греческим и латинским языками.
Пингри написал «бесчисленное множество» статей для различных энциклопедий об астрономах прошлого. Был автором или соавтором статей об астрологии для Ираники, Британники и других словарей и энциклопедий.

## Признание
В январе 2004 года коллеги-учёные презентовали Пингри фестшрифт, что символизировало и широту научных интересов Пингри, и высокую степень его международного признания в научном сообществе. В работе «Studies in the History of the Exact Sciences in Honour of David Pingree» (Brill, 2004) на девятистах с лишним страницах были размещены труды учёных из одиннадцати стран.

## Научные труды

### Монографии и переводы
- 1970: Census of the Exact Sciences in Sanskrit (5 volumes) American Philosophical Society, Philadelphia
- 1976: Dorothei Sidonii carmen astrologicum (Teubner, Leipzig).
- 1978: The Yavanajātaka of Sphujidhvaja (2 volumes), Harvard Oriental Series[англ.] 48
- Kennedy E.S., Pingree D. The Astrological History Of Mashaallah. — Harvard University Press, 1971
- 1986:Vettii Valentis Antiocheni Anthologiarum Libri Novem (Teubner, Leipzig).
- From Astral Omens to Astrology, from Babylon to Bikaner (1997) — книга основана на серии лекций, которые читал Пингри в Риме, Болонье и Венеции.[14]
- Hunger H., Pingree D. Astral Sciences in Mesopotamia. — Brill, 1999.
- 2002: (with Takanori Kusuba) Arabic Astronomy in Sanskrit: Al-Birjandī on Tadhkira II, Chapter 11 and its Sanskrit Translation, Brill, Leiden
- 2005: (with Erica Reiner[англ.]) Babylonian Planetary Omens, Brill, Leiden
- Isabelle Pingree, John M. Steele [Eds.] Pathways into the Study of Ancient Sciences_Selected Essays by David Pingree. — American Philosophical Society, 2014.

### Статьи
словари и энциклопедии
- Pingree D., Brunner C. J. Astrology and astronomy in Iran Архивная копия от 14 апреля 2021 на Wayback Machine // Encyclopædia Iranica
- Astrology // Britannica [15]
- Astrology // The Dictionary of the History of Ideas (1973-74)
- Kamāl al-Dīn al-Fārisī / Pingree D. // Encyclopaedia of Islam. 2nd ed :  [англ.] : in 12 vol. / edited by C. E. Bosworth; E. van Donzel; B. Lewis & Ch. Pellat. Assisted by F. Th. Dijkema and S. Nurit. — Leiden : E.J. Brill, 1986. — Vol. 5. (платн.)

научные журналы
- Astronomy and Astrology in India and Iran // Isis[англ.]. (1963). 54, pp.229-246
- Representation of the planets in Indian astrology // Indo-Iranian Journal[англ.]. (1965). vol. 8, p. 249–267
- Antiochus and Rhetorius // Classical Philology[англ.]. Vol. 72, No. 3 (Jul., 1977), pp. 203-223
- Classical and Byzantine Astrology in Sassanian Persia // Dumbarton Oaks Papers[англ.]. Vol. 43 (1989), pp. 227-239
- The Logic of Non-Western Science: Mathematical Discoveries in Medieval India // Daedalus[англ.], Vol. 132, No. 4, On Science (Fall, 2003), pp. 45-53